# Fort Stockton
Fort Stockton es una ciudad ubicada en el condado de Pecos en el estado estadounidense de Texas. En el Censo de 2010 tenía una población de 8.283 habitantes y una densidad poblacional de 637,45 personas por km².

## Geografía
Fort Stockton se encuentra ubicada en las coordenadas 30°53′34″N 102°53′9″O / 30.89278, -102.88583. Según la Oficina del Censo de los Estados Unidos, Fort Stockton tiene una superficie total de 12.99 km², de la cual 12.99 km² corresponden a tierra firme y (0%) 0 km² es agua.

## Demografía
Según el censo de 2010, había 8.283 personas residiendo en Fort Stockton. La densidad de población era de 637,45 hab./km². De los 8.283 habitantes, Fort Stockton estaba compuesto por el 79.36% blancos, el 2.1% eran afroamericanos, el 0.71% eran amerindios, el 0.83% eran asiáticos, el 0.04% eran isleños del Pacífico, el 14.78% eran de otras razas y el 2.19% pertenecían a dos o más razas. Del total de la población el 73.68% eran hispanos o latinos de cualquier raza.

## Educación
El Distrito Escolar Independiente de Fort Stockton gestiona escuelas públicas.